# Aloha Oe (film, 1915)
Pour les articles homonymes, voir Aloha Oe (homonymie) et Aloha (homonymie).
Pour plus de détails, voir Fiche technique et Distribution.
Aloha Oe est un film américain de Richard Stanton et Charles Swickard, sorti en 1915.

## Fiche technique
- Titre : Aloha Oe
- Réalisation : Richard Stanton et Charles Swickard
- Scénario : Thomas H. Ince et J. G. Hawks (en)
- Pays d'origine : États-Unis
- Format : Noir et blanc - 1,33:1 - Film muet
- Genre : drame
- Date de sortie : 1915

## Distribution
- Willard Mack : David Harmon
- Enid Markey : Kalaniweo
- Margaret Thompson : Doris Keith
- Frank Borzage : Dr John Hawley
- J. Barney Sherry : Mr Keith
- John Gilbert : un marin (non crédité)